# Tirta Mulia
Tirta Mulia is een bestuurslaag in het regentschap Bungo van de provincie Jambi, Indonesië. Tirta Mulia telt 2758 inwoners (volkstelling 2010).